# Río De-Lako
El río De-Lako (en ruso: Де-Лако) es un río del Cáucaso septentrional en el raión de Jabez de la república de Karacháyevo-Cherkesia del sur de Rusia. Es un afluente por la derecha del río Mali Zelenchuk, que desemboca en el río Kubán.

## Curso
El río nace en las alturas al suroeste de Abazakt, que separan sus aguas de las del valle del Kubán. Su curso discurre por 4.1 km por un valle poco pronunciado en dirección este hasta la desembocadura en la orilla izquierda del Mali Zelenchuk antes de que éste llegue a Abazakt.